# First Division 1981-1982
La First Division 1981-1982 è stata la 83ª edizione della massima serie del campionato inglese di calcio, disputata tra il 29 agosto 1981 e il 2 maggio 1982 e concluso con la vittoria dell'Liverpool, al suo tredicesimo titolo.
Capocannoniere del torneo è stato Kevin Keegan (Southampton) con 26 reti.

## Stagione

### Novità
Questa fu la prima edizione del campionato di calcio inglese ad assegnare tre punti a vittoria anziché due. Fu la prima volta che tale regola venne introdotta a livello mondiale.
Al posto delle retrocesse Norwich City, Leicester City e Crystal Palace sono saliti dalla Second Division il West Ham Utd, il Notts County (che mancava dal massimo campionato dalla stagione 1925-1926) e lo Swansea City (al suo primo campionato di massima serie).

### Avvenimenti
Il campionato vide la vittoria finale del Liverpool che riuscì a vincere il suo tredicesimo titolo nazionale avendo la meglio sull'Ipswich Town (che concluse il campionato al secondo posto per il secondo anno consecutivo) e sul Manchester Utd. A fondo classifica retrocessero il Middlesbrough, il Wolverhampton e il Leeds Utd, quest'ultimo al culmine di un declino cominciato dopo la sconfitta in finale di Coppa dei Campioni 1974-1975. Tutte e tre le neopromosse si salvarono: in particolare lo Swansea City riuscì a raggiungere la sesta posizione in campionato e a vincere la Coppa del Galles, guadagnandosi così l'accesso in Coppa delle Coppe.

## Squadre partecipanti
| Club              | Stagione | Città          | Stadio           | Stagione precedente                   |
| ----------------- | -------- | -------------- | ---------------- | ------------------------------------- |
| Arsenal           | dettagli | Londra         | Arsenal Stadium  | 3º posto in First Division            |
| Aston Villa       | dettagli | Birmingham     | Villa Park       | 1º posto in First Division            |
| Birmingham City   | dettagli | Birmingham     | St Andrew's      | 13º posto in First Division           |
| Brighton          | dettagli | Brighton       | Goldstone Ground | 19º posto in First Division           |
| Coventry City     | dettagli | Coventry       | Highfield Road   | 16º posto in First Division           |
| Everton           | dettagli | Liverpool      | Goodison Park    | 15º posto in First Division           |
| Ipswich Town      | dettagli | Ipswich        | Portman Road     | 2º posto in First Division            |
| Leeds Utd         | dettagli | Leeds          | Elland Road      | 9º posto in First Division            |
| Liverpool         | dettagli | Liverpool      | Anfield          | 5º posto in First Division            |
| Manchester City   | dettagli | Manchester     | Maine Road       | 12º posto in First Division           |
| Manchester Utd    | dettagli | Manchester     | Old Trafford     | 8º posto in First Division            |
| Middlesbrough     | dettagli | Middlesbrough  | Ayresome Park    | 14º posto in First Division           |
| Nottingham Forest | dettagli | Nottingham     | City Ground      | 7º posto in First Division            |
| Notts County      | dettagli | Nottingham     | Meadow Lane      | 2º posto in Second Division, promosso |
| Southampton       | dettagli | Southampton    | The Dell         | 6º posto in First Division            |
| Stoke City        | dettagli | Stoke-on-Trent | Victoria Ground  | 11º posto in First Division           |
| Sunderland        | dettagli | Sunderland     | Roker Park       | 17º posto in First Division           |
| Swansea City      | dettagli | Swansea        | Vetch Field      | 3º posto in Second Division, promosso |
| Tottenham         | dettagli | Londra         | White Hart Lane  | 10º posto in First Division           |
| West Bromwich     | dettagli | West Bromwich  | The Hawthorns    | 4º posto in First Division            |
| West Ham Utd      | dettagli | Londra         | Boleyn Ground    | 1º posto in Second Division, promosso |
| Wolverhampton     | dettagli | Wolverhampton  | Molineux Stadium | 18º posto in First Division           |

## Classifica finale
|       | Pos. | Squadra           | Pt | G  | V  | N  | P  | GF | GS | DR  |
| ----- | ---- | ----------------- | -- | -- | -- | -- | -- | -- | -- | --- |
| [ 3 ] | 1.   | Liverpool         | 87 | 42 | 26 | 9  | 7  | 80 | 32 | +48 |
|       | 2.   | Ipswich Town      | 83 | 42 | 26 | 5  | 11 | 75 | 53 | +22 |
|       | 3.   | Manchester Utd    | 78 | 42 | 22 | 12 | 8  | 72 | 42 | +30 |
| [ 4 ] | 4.   | Tottenham         | 71 | 42 | 20 | 11 | 11 | 59 | 29 | +19 |
|       | 5.   | Arsenal           | 71 | 42 | 20 | 11 | 11 | 67 | 48 | +11 |
| [ 5 ] | 6.   | Swansea City      | 69 | 42 | 21 | 6  | 15 | 58 | 51 | +7  |
|       | 7.   | Southampton       | 66 | 42 | 19 | 9  | 14 | 72 | 67 | +5  |
|       | 8.   | Everton           | 64 | 42 | 17 | 13 | 12 | 56 | 50 | +6  |
|       | 9.   | West Ham Utd      | 58 | 42 | 14 | 16 | 12 | 66 | 57 | +9  |
|       | 10.  | Manchester City   | 58 | 42 | 15 | 13 | 14 | 49 | 50 | -1  |
| [ 6 ] | 11.  | Aston Villa       | 57 | 42 | 15 | 12 | 15 | 55 | 53 | +2  |
|       | 12.  | Nottingham Forest | 57 | 42 | 15 | 12 | 15 | 42 | 48 | -6  |
|       | 13.  | Brighton          | 52 | 42 | 13 | 13 | 16 | 43 | 52 | -9  |
|       | 14.  | Coventry City     | 50 | 42 | 13 | 11 | 18 | 56 | 62 | -6  |
|       | 15.  | Notts County      | 47 | 42 | 13 | 8  | 21 | 61 | 69 | -8  |
|       | 16.  | Birmingham City   | 44 | 42 | 10 | 14 | 18 | 53 | 61 | -8  |
|       | 17.  | West Bromwich     | 44 | 42 | 11 | 11 | 20 | 46 | 57 | -11 |
|       | 18.  | Stoke City        | 44 | 42 | 12 | 8  | 22 | 44 | 63 | -19 |
|       | 19.  | Sunderland        | 44 | 42 | 11 | 11 | 20 | 38 | 58 | -20 |
|       | 20.  | Leeds Utd         | 42 | 42 | 10 | 12 | 20 | 39 | 61 | -22 |
|       | 21.  | Wolverhampton     | 40 | 42 | 10 | 10 | 22 | 32 | 63 | -31 |
|       | 22.  | Middlesbrough     | 39 | 42 | 8  | 15 | 19 | 34 | 52 | -18 |

Legenda:
      Campione d'Inghilterra e ammessa alla Coppa dei Campioni 1982-1983
      Ammessa alla Coppa dei Campioni 1982-1983
      Ammessa alla Coppa delle Coppe 1982-1983
      Ammesse alla Coppa UEFA 1982-1983
      Retrocesse in Second Division 1982-1983
Regolamento:
Tre punti a vittoria, uno a pareggio, zero a sconfitta.
A parità di punti le squadre venivano classificate secondo la differenza reti.

## Statistiche

### Squadre

#### Capoliste solitarie
Fonte:
|    | —— | —— | —— | —— | —— | ——           | ——           | ——           | ——  | ——        | ——        | ——  | ——  | ——  | ——           | ——           | ——           | ——           | ——           | ——           | ——           | ——           | ——           | ——           | ——           | ——           | ——           | ——           | ——           | ——           | ——           | ——           | ——           | ——           | ——           | ——           | ——        | ——        | ——        | ——        | ——        | —— |  |
|    |    |    | WH |    |    | Ipswich Town | Ipswich Town | Ipswich Town | Sw  | Ipswich T | Ipswich T |     |     |     | Ipswich Town | Ipswich Town | Ipswich Town | Ipswich Town | Ipswich Town | Ipswich Town | Ipswich Town | Ipswich Town | Ipswich Town | Ipswich Town | Ipswich Town | Ipswich Town | Ipswich Town | Ipswich Town | Ipswich Town | Ipswich Town | Ipswich Town | Ipswich Town | Ipswich Town | Ipswich Town | Ipswich Town | Ipswich Town | Liverpool | Liverpool | Liverpool | Liverpool | Liverpool |    |  |
|    |    |    |    |    |    |              |              |              |     |           |           |     |     |     |              |              |              |              |              |              |              |              |              |              |              |              |              |              |              |              |              |              |              |              |              |              |           |           |           |           |           |    |  |
|    |    |    |    |    |    |              |              |              |     |           |           |     |     |     |              |              |              |              |              |              |              |              |              |              |              |              |              |              |              |              |              |              |              |              |              |              |           |           |           |           |           |    |  |
| 1ª | 2ª | 3ª | 4ª | 5ª | 6ª | 7ª           | 8ª           | 9ª           | 10ª | 11ª       | 12ª       | 13ª | 14ª | 15ª | 16ª          | 17ª          | 18ª          | 19ª          | 20ª          | 21ª          | 22ª          | 23ª          | 24ª          | 25ª          | 26ª          | 27ª          | 28ª          | 29ª          | 30ª          | 31ª          | 32ª          | 33ª          | 34ª          | 35ª          | 36ª          | 37ª          | 38ª       | 39ª       | 40ª       | 41ª       | 42ª       |    |  |

#### Primati stagionali
- Maggior numero di vittorie: Liverpool, Ipswich Town (26)
- Minor numero di sconfitte: Liverpool (7)
- Migliore attacco: Liverpool (80 reti fatte)
- Miglior difesa: Tottenham (29 reti subite)
- Miglior differenza reti: Liverpool (+48)
- Maggior numero di pareggi: West Ham (16)
- Minor numero di pareggi: Ipswich Town (5)
- Maggior numero di sconfitte: Stoke City, Wolverhampton (22)
- Minor numero di vittorie: Middlesbrough (8)
- Peggior attacco: Wolverhampton (32 reti segnate)
- Peggior difesa: Notts County (69 reti subite)
- Peggior differenza reti: Wolverhampton (-31)

### Individuali

#### Classifica marcatori
Fonte:
| Gol | Rigori |  | Giocatore         | Squadra                                     |
| --- | ------ |  | ----------------- | ------------------------------------------- |
| 26  | 7      |  | Kevin Keegan      | Southampton                                 |
| 22  |        |  | Alan Brazil       | Ipswich Town                                |
| 18  | 5      |  | John Wark         | Ipswich Town                                |
| 18  | 5      |  | Frank Worthington | Birmingham City (9), Leeds Utd (9)          |
| 17  |        |  | Ian Rush          | Liverpool                                   |
| 17  |        |  | Cyrille Regis     | West Bromwich                               |
| 16  |        |  | Lee Chapman       | Stoke City                                  |
| 16  |        |  | David Cross       | West Ham Utd                                |
| 16  |        |  | Iain McCulloch    | Notts County                                |
| 15  |        |  | David Armstrong   | Southampton                                 |
| 15  |        |  | Paul Goddard      | West Ham Utd                                |
| 15  | 1      |  | Tony Evans        | Birmingham City                             |
| 15  | 1      |  | Graeme Sharp      | Everton                                     |
| 14  |        |  | Trevor Francis    | Manchester City (12), Nottingham Forest (2) |
| 14  | 2      |  | Robbie James      | Swansea City                                |
| 14  | 5      |  | Terry McDermott   | Liverpool                                   |